# Medea Verde
Medea Verde (Grottaglie, 28 febbraio 1991) è una pallanuotista ed ex nuotatrice italiana.

## Biografia
In età infantile Medea Verde è stata nuotatrice agonista, specialista della rana. Il suo passaggio alla pallanuoto si debbe all'allenatore Fabio Conti, che nel 2004, quando era alla guida dello Sporting Bracciano, ne intuì le doti e le propose, con successo, di tentare il nuovo sport.

## Carriera

### Stagioni 2004-2006
Il tecnico Fabio Conti le fa provare la pallanuoto, sono gli anni delle categorie giovanili e degli allenamenti con la prima squadra dello Sporting Bracciano.

### Stagione 2007-2008
Nella stagione 2007-2008 ha conquistato con La Roma Pallanuoto guidata in panchina da Fabio Conti la Coppa Len, ma soprattutto con le nazionali giovanili nate '91 a Gyor (Ungheria) e nate '89 Chania (Grecia) guidate entrambe da Roberto Fiori sale per 2 volte sul gradino più alto del podio ai Campionati Europei.

### Stagione 2008-2009
È il centroboa titolare della Roma Pallanuoto guidata prima da Stefano Mancini e poi da Federico Fiori con cui vince i play-out salvezza, nello stesso anno nella piscina Scandone di Napoli vince l'argento nei Campionati Europei nate '89 con in panchina Fabio Conti come C.T.

### Stagione 2009-2010
Vede il trasferimento alla Varese Olona Nuoto, la cui stagione si rivela però travagliata, con la squadra che retrocede in serie A2; a fine campionato la Verde è comunque convocata nel Setterosa del C.T. Fiori.

### Stagione 2010-2011
Nuovo trasferimento questa volta alla Fiorentina Waterpolo di Gianni De Magistris, dove si alterna nel ruolo di Centroboa con Elisa Casanova, partecipa alla Coppa Campioni e continua la sua permanenza nei collegiali e manifestazioni internazionali con il Setterosa.

### Stagione 2011-2012
Indossa la calottina delle Campionesse d'Italia dell'Orizzonte Catania, partecipa alla Final Four di Coppa Campioni in Russia dove coglie un quarto posto, Conquista la I Coppa Italia battendo la Firenze Pallanuoto, partecipa alla Final Four Scudetto classificandosi al quarto posto.

### Stagione 2012-2013
La Stagione in corso vede il trasferimento alla Waterpolo Messina, dove attualmente gioca la Serie A1 e indossa nuovamente la calottina azzurra del Setterosa nella fase eliminatoria della World League. Partecipa con la nazionale alle XXVII Universiadi 2013 a Kazan (Russia) e conquista il Bronzo segnando 10 reti. Lascia la Waterpolo Messina.

### Stagione 2013-2014
Si trasferisce a Padova nella società Plebiscito Padova, con la società padovana raggiunge i play-off della serie A1, battendo in semifinale scudetto le favorite dell'Orizzonte Catania e perdono poi la finale contro Imperia, laureandosi comunque vice campioni d'Italia.

## Palmarès

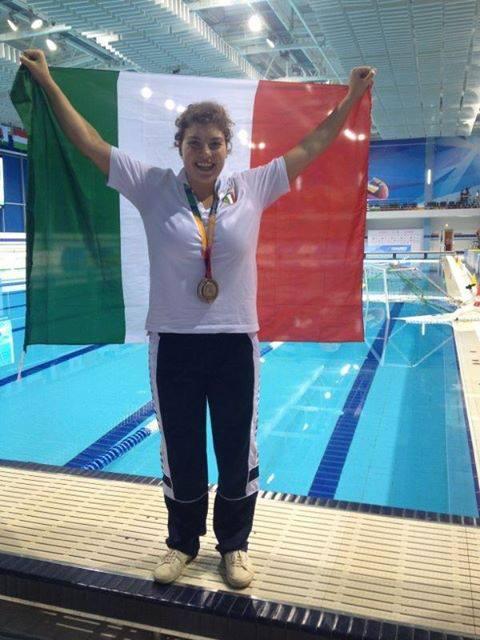
Premiazione Universiade Kazan 2013

### Giocatrice

#### Nazionale
- Bronzo alle XXVII Universiade: 1

Russia: Kazan (Russia) 2013,
- Oro ai Campionati Europei nate '91: 1

Italia: Gyor (Ungheria) 2008,
- Oro ai Campionati Europei nate '89: 1

Italia: Chania (Grecia) 2008,
- Argento ai campionati europei nate '89: 1

Italia: Napoli 2008
- Argento ai Super Final World League: 1

Italia: Tianjin 2011

#### Club

##### Prima Squadra
- Coppa Len pallanuoto: 1

Roma Pallanuoto: Coppa LEN di pallanuoto femminile 07/08 (Femminile),
- Coppa Italia pallanuoto: 1

Orizzonte Catania: Coppa Italia di pallanuoto femminile 2012 (Femminile),
- Serie A1 Femminile: 1

Fiorentina Waterpolo: 3º posto 2010/2011

##### Settore Giovanile
- 6º Finali Nazionali Under 17

Roma PN: 2008
- 4º Finali Nazionali Under 19

Roma PN: Vigevano 2008
- 5º Finali Nazionali Under 19

Roma PN: 2009